# Železniční trať Ma'án–Akaba

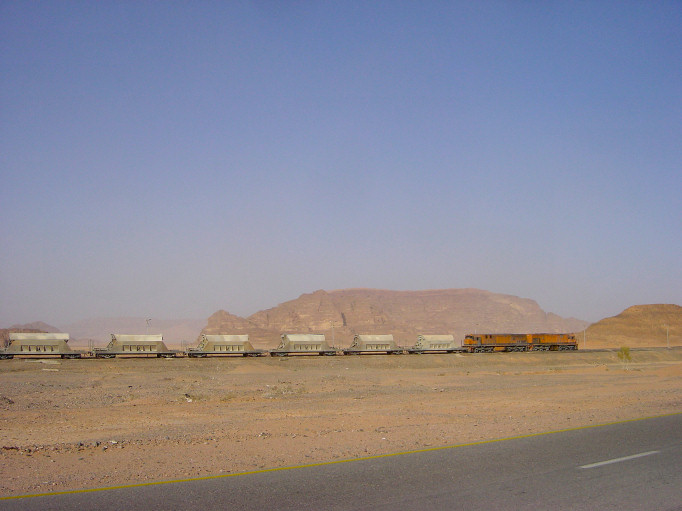
Nákladní vlak u stanice Ma'án.

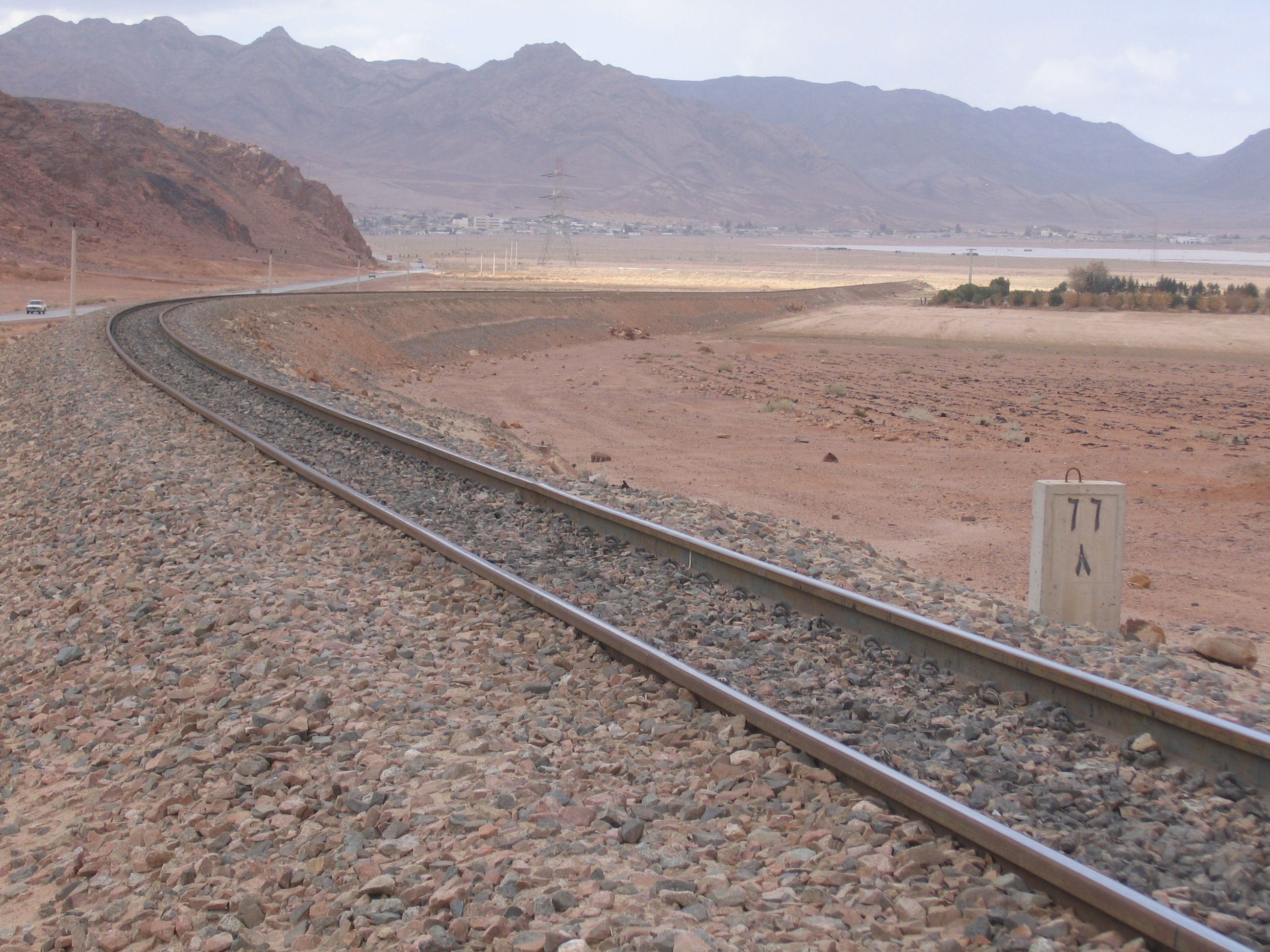
Trať nedaleko lokality Vádí Rum.

Železniční trať Ma'án–Akaba se nachází v jižním Jordánsku. Jednokolejná trať spojuje hlavní jordánský přístav Akaba s pouštním městem Ma'án, kde se napojuje na Hidžáskou dráhu, směřující na jih do Saúdské Arábie a na sever do Ammánu. Trať slouží především pro nákladní dopravu, občas jsou na trati vypravovány nostalgické jízdy pro veřejnost. Je jednou z mála tratí, které jsou v zemi v pravidelném provozu.
Trať během své trasy o délce cca 202 km překonává výškový rozdíl téměř 1000 m. Nachází se na ní celkem 18 stanic.

## Trasa
Trať začíná ve stanici Ma'án jihovýchodně od tohoto jordánského města. Pokračuje pouští směrem na jih, je vedena v blízkosti silnice č. 5. Zhruba po padesáti kilometrech se stáčí směrem na západ do oblasti Vádí Rum, kde vede okolo několika menších vesnic. U obce Ar Rašidíja se připojuje k pouštní dálnici, u které vede směrem na jihozápad. Stejně jako dálnice je vedena údolím Vádí al-Uítm, a to na jeho druhém břehu. V tomto úseku se nachází hlavní klesání na trati. U ruin pevnosti Chirbát Kithara se trať přibližuje k dálnici, neboť se zde údolí uzavírá. Poté trať směřuje do Akaby a do místního přístavu.

## Historie
Trať byla zbudována v polovině 70. let 20. století pro dopravu především potaše z nalezišť u Mrtvého moře a jejich dopravu do hlavního přístavu v Akabě. Celkem se jednalo o 116 km trati; dalších zhruba 50 km okolo Ma'ánu bylo použito z původní Hidžázské dráhy. Provozuje ji společnost Aqaba Railway Corporation, která byla pro tento účel zřízena v roce 1979.
Většina vytěženého materiálu je nicméně dopravována nákladními automobily, v roce 2016 bylo takto po železnici přepraveno jen 17 % exportovaného materiálu.
Projekt modernizace této trati naráží na potřebu rozvoje především původní Hidžázské dráhy, která je v mnohem horším technickém stavu než tato uvedená trať. Obnova trati by měla stát zhruba miliardu amerických dolarů.